# .im
.im는 맨섬의 인터넷 국가 코드 최상위 도메인이다. Domicilium에서 관리한다.
2006년 7월 1일, .im 바로 아래에 1, 2, 3자리 도메인을 포함하여 전 세계 모든 사람이 .im 등록을 할 수 있게 되었으며, 이로 인해 .im 도메인 핵 가능성이 열렸다. 이 도메인은 Adium, ejabberd, Coccinella, Gitter, Meebo, Pandion, Pidgin, Prosody, Trillian 및 Yahoo!에 등록된 이름으로 IM(인스턴트 메시징) 소프트웨어를 생산하는 회사들 사이에서 인기를 얻었다. 그중에서도. .IM은 또한 독일어, 프랑스어, 이탈리아어를 사용하는 국가(예: 독일, 오스트리아, 룩셈부르크, 스위스, 프랑스, 이탈리아 및 벨기에 일부)에서 부동산 목적(독일어에서는 Immobilien, 프랑스어에서는 Immobilier, 이탈리아어에서는 Immobiliare)으로 사용된다. 사용할 수 있는 짧은 이름이 풍부해 도메인이 개인적인 용도로 인기를 끌었다.
현재 도메인 등록 비용은 3자 이상의 도메인에 대해 연간 £40.00이다. 단, 리셀러를 통해 훨씬 더 저렴하게 구입할 수 있다. 문자 이름이 두 개인 프리미엄 도메인은 £495.00에, 문자 이름이 하나인 프리미엄 도메인은 £995.00에 구입할 수 있다.

## 같이 보기
- .uk